# Psacalium hintonii
Psacalium hintonii là một loài thực vật có hoa trong họ Cúc. Loài này được (Pippen) H.Rob. & Brettell miêu tả khoa học đầu tiên năm 1973.